# Cipaye écarlate
Carpodacus sipahi
Espèce
Répartition géographique
Synonymes
- Corythus sipahi (Hodgson, 1836)[1]
- Haematospiza sipahi (Hodgson, 1836)[2]

Statut de conservation UICN

 LC  : Préoccupation mineure
Le Cipaye écarlate (Carpodacus sipahi) est une espèce d'oiseaux de la famille des Fringillidae.

## Description

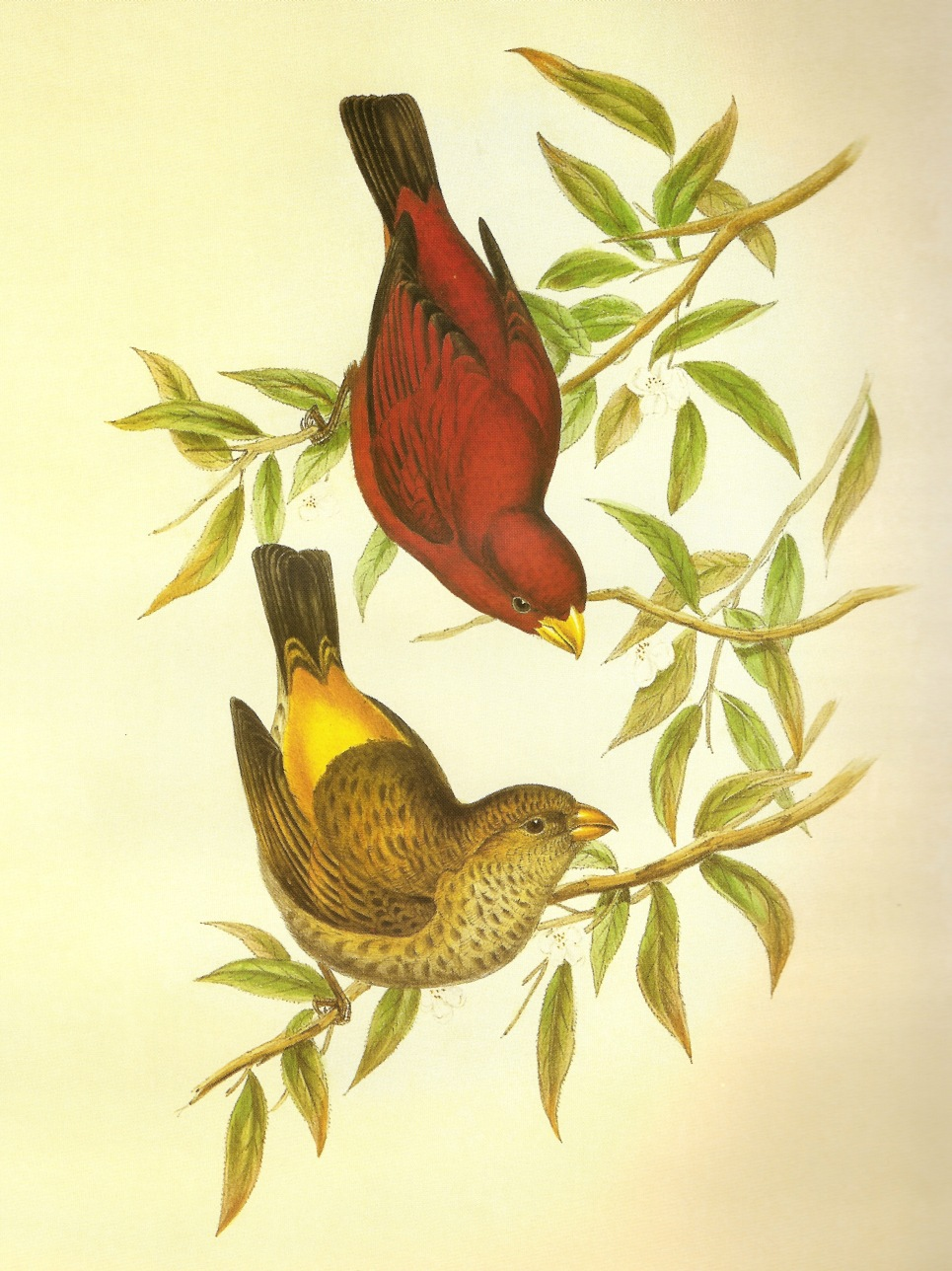
Un couple de Cipayes écarlates.
Mâle en haut.

Le Cipaye écarlate est un oiseau mesurant 19 centimètres de long, du bec au bout de le queue, pour un poids généralement compris entre 38 et 42 grammes.
Son bec est gros et sa silhouette trapue avec de petites ailes et queue. Il y a un fort dimorphisme sexuel. En effet, les mâles sont écarlate avec un front, des lores et une queue noirs. En ce qui concerne leurs ailes, les rémiges primaires sont noires avec un fin liseré rouge. Ce liseré est plus large sur les rémiges terciaires. Les femelles, quant à elles, sont couleur olive à l'aspect écaillé. La queue est brun sombre. 
Les juvéniles ressemblent à la femelle adulte.

## Mode de vie

### Habitat et répartition
On peut retrouver cet oiseau de l'Uttarakhand jusqu'au Nord de l'Asie du Sud-Est, en passant par l'Himalaya et le Yunnan.
Ils affectionnent les lisières de forêt ou les bordures de clairières dans les forêts montagneuses de sapins ou d'arbres à larges feuilles. Au printemps et à l'été, ils se reproduisent à une hauteur comprise entre 1 400 et 3 550 mètres. Au Sikkim, on peut en appercevoir à plus de 3 800 mètres d'altitude à ce moment là. Durant l'automne et l'hiver, on les retrouve plutôt dans les sous-bois,aux abords des massifs de bambous et dans les forêts de chênes. En ces saisons, ils peuvent descendre jusqu'à 600 mètres au Sikkim et jusqu'à 400 m au Bhoutan.

### Alimentation
Les Cipayes écarlates se nourrissent principalement de graines, bourgeons et baies. Plus rarement, ils peuvent aussi s'alimenter de petits insectes qu'ils trouvent dans les mousses sur les branches.

### Reproduction
Cette espèce niche du mois de mai au mois de juillet. Un nid assez volumineux constitué de brindilles, racines, crin, laine et mousse sèche placé entre 7 et 12 mètres du sol accueille environ quatre œufs bleus par couvée avec de petites taches brun roussâtre formant un anneau sur la largeur de la coquille. Ces œufs mesurent 23 à 25 mm de long sur 17 à 18 mm de large.
La durée d'incubation, le séjour des jeunes au nid et la répartition des tâches parentales sont inconnues.

### Comportement
Ces oiseaux vivent seuls ou en bandes dispersées comptant jusqu'à 25 individus. On peut aussi les observer formant des rassemblements de plusieurs espèces de petits passereaux. Les bandes sont constituées d'individus du même sexe, excepté lors de la saison de reproduction. Leur vol est puissant, plongeant et constitué de rapides battements d'ailes, typique des fringilles.
On a constaté, durant les mois d'hiver, des migrations en direction du Nord de la Thaïlande, du Laos et du Viêt Nam, mais l'on ne connait pas encore le statut de ces migrations.

## Démographie
La population de Cipaye écarlate semble stable et nombreuse, et son aire de répartition est étendue (estimée à 471 000 km2), raisons pour lesquelles l'Union Internationale pour la Conservation de la Nature a évalué l'état de conservation de cet oiseau comme « préoccupation mineure » dans sa Liste rouge.

## Systématique
L'espèce Carpodacus sipahi a été décrite pour la première fois en 1836 par le naturaliste anglais Brian Houghton Hodgson (1800-1894) sous le protonyme Corythus sipahi,.

## Publication originale
- (en) B. H. Hodgson, « Notices of the Ornithology of Nèpál », Asiatic Researches, Calcutta, vol. 19,‎ 1836, p. 143-192 (lire en ligne).